# Święto wiśni w Safru
Święto wiśni w Safru (arab. ‏مهرجان (موسم) حب الملوك بصفرو‎, mihraǧān (mawsim) ḥabb al-mulūk bi-Ṣafrū) – coroczny trzydniowy festiwal poświęcony owocom wiśni, odbywający się w czerwcu w mieście Safru (arab. ‏صفرو‎, tamazight ⵚⴼⵕⵓ, fr. Séfrou), w regionie Fez-Meknes, w północnej części Maroka.
W 2012 roku podczas odbywającej się w Paryżu 7. sesji Międzyrządowego Komitetu ds. Ochrony Niematerialnego Dziedzictwa Kulturowego tradycja wpisana została na listę reprezentatywną niematerialnego dziedzictwa kulturowego UNESCO.

## Charakterystyka
Święto wiśni w mieście Safru, które jest położone u stóp Atlasu Średniego, ok. 30 km na południowy wschód od Fezu, to najstarszy festiwal odbywający się w Maroku, a jego początki sięgają lat 20. XX wieku. Coroczne, trzydniowe obchody mają miejsce w czerwcu i są poświęcone przyrodniczemu i kulturowemu pięknu oraz promocji miasta i całej prowincji, która słynie z upraw wiśni pospolitej (Prunus cerasus) i wiśni ptasiej, czyli czereśni (Prunus avium). Wiśnie uchodzą za symbol regionu. Wiśniowe sady i ogrody znajdują się nie tylko w Safru, ale i w okolicznych wsiach i miasteczkach, m.in. Imuzzar Kandar i Al-Hadżib. Ich mieszkańcy również biorą udział w święcie, dostarczając owoce oraz tradycyjne produkty spożywce i wyroby rzemieślnicze.
W ramach konkursu odbywającego się przed festiwalem wybierana jest Królowa Wiśni (arab. ‏ملكة جمال حب الملوك‎, malikat ǧamāl ḥabb al-mulūk). Początkowo wyboru dokonywano wyłącznie spośród mieszkanek regionu, od 2010 roku do konkursu mogą zgłaszać się kandydatki z całego kraju.
Kulminacyjnym momentem święta jest odbywająca się w ostatni dzień festiwalu parada. Jej centralną postacią jest ubrana w odświętny tradycyjny strój Królowa Wiśni, która wraz z członkami swojego orszaku rozdaje owoce wiśni uczestnikom wydarzenia. W pochodzie udział biorą również grupy teatralne, zespoły muzyczne, tancerze i mażoretki oraz wozy miejscowych sadowników.
Przygotowania do święta jednoczą całą społeczność lokalną i wzmacniają poczucie przynależności do wspólnoty. Kobiety wykonują jedwabne guziki do tradycyjnych strojów, takich jak kaftany, szarawary, dżabadory czy dżellaby, za oprawę wydarzenia odpowiadają grupy muzyczne i taneczne (wykonujące np. tradycyjny berberyjski taniec ahidus), a miejscowe kluby organizują towarzyszące festiwalowi zawody sportowe. Podczas obchodów odbywają się również wystawy i konkursy literackie, a także serwowane są dania kuchni marokańskiej i berberyjskiej. Transmisja tradycji odbywa się głównie nieformalnie z pokolenia na pokolenie przez udział w święcie oraz w przygotowaniach do niego, a także poprzez przekazywanie wiedzy i umiejętności uprawy drzew wiśniowych przez doświadczonych arborystów. W organizację i promocję wydarzenia angażują się również lokalne władze.